# Burgstelle Isenburg
Die Burg Isenburg ist eine abgegangene hochmittelalterliche Höhenburg auf 509 m ü. NN westlich der  „Isenburger Höfe“ im Stadtteil Isenburg (Burgweg) Stadt Horb am Neckar im Landkreis Freudenstadt (Baden-Württemberg).
Die Burg Isenburg entstand bei dem Burgweiler, 1150 „Hisenburg“ und 1191 „Isenburk“ genannt, was auf eine Erbauungszeit im 12. Jahrhundert schließen lässt und kann mit einem edelfreien Geschlecht im Gefolge der Grafen von Hohenberg in Zusammenhang gebracht werden.
Bei der ehemaligen Burganlage handelte es sich um eine Abschnittsburg mit Halsgraben und quadratischem Bergfried und lag seit 1525 in Trümmern. An der heutigen Burgstelle befindet sich Rastplatz mit Hütte.